# José Gómez Tejedor
José Gómez Tejedor  (Frades de la Sierra, Salamanca, 1 de diciembre de 1854 - Badajoz, 4 de junio de 1932) fue un industrial e inventor español.

## Biografía
José Gómez Tejedor era hijo de Agustín Gómez Sanz y Eduvijis Tejedor González, quienes fallecieron siendo niño José. Tuvo dos hermanas, Rosa e Isabel. Era natural de Frades de la Sierra en Salamanca y fue bautizado como José Abelardo.
Fue educado por el párroco del pueblo, que viendo sus actitudes intelectuales trato de darle una amplia formación.
Se dedicó al pastoreo trashumante, el ganado pasaba el invierno en Extremadura y el verano en Cameros, llevaba el ganado desde Badajoz por Cañada Real Soriana Occidental hasta Cameros que fue donde conoció a su mujer Tomasa Ruiz Reinares, natural de Lagunilla en La Rioja, quien había nacido en 1858 en familia humilde dedicada al pastoreo. Tuvieron seis hijos, José, Luisa, Abelardo, Vicente, María y Justa.
Se estableció definitivamente en Badajoz a finales de la década de los 70 del siglo XIX, al principio trabajo de ayudante en una tienda de ultramarinos, donde le encomendaron la tostación del café.
Sobre 1885 adquiere el café Europa, en la esquina de las calles Zurbarán y San Juan que más tarde en 1887 cambiaría el nombre por café La Estrella. Este es el nacimiento de una marca y de una empresa. En este café se pudo oír por primera vez en Badajoz sobre 1894 el fonógrafo que adquirió José Gómez Tejedor para dar ambiente al local.
A partir de 1895 comienzan sus viajes para proveerse de la materia prima, el Café Verde, y en uno de ellos, concretamente a México observa que los mineros, que tenían que llevarse provisiones para varios meses, tostaban el café con azúcar, formando una fina película encima de cada grano que evitaba su oxidación, y por tanto su enranciamiento. Era una tostación casera en sartenes y removían el café con utensilios de madera.
Del desarrollo de esta técnica en la primera fábrica, poco más que artesanal, que tiene en Badajoz, nace el café “Torrefacto”, del que obtiene en 1901 una “Patente de Invención” que le otorga el uso en privilegio durante 20 años. Para ello modificó los bombos de tostación de la época para poder añadir el azúcar al final del proceso y sobre todo diseñó una batea especial donde enfriar el café torrefactado con azúcar.
Esta técnica supuso un gran avance pues permitía conservar el café en buenas condiciones durante varios meses (de 4 a 6) y por lo tanto que se extendiese la venta del mismo más allá del centro de producción, ya que las técnicas de envasado de la época eran muy rudimentarias.
Durante la primera década del siglo XX, extiende su radio de acción a las ciudades de Sevilla, en la calle Cuna, 52 y Jerez de la Frontera, en la calle Larga, 61; posteriormente a Madrid en la calle Montera, 32, y Barcelona en la calle Carmen, 1.
En esa primera década del siglo se presenta , y obtiene sendas Medallas de Oro, en las exposiciones de Paris, Gand y Marsella (1903); así como en las de Madrid (1908) y Zaragoza (1909).El 4 de mayo de 1912 muere su hijo José, con 29 años,debido a una cardiopatía. Esta muerte fue un duro golpe para Don José y sus proyectos de expansión de la empresa, pues se había convertido ya en su brazo derecho. Tuvo que  redefinir objetivos y encomendar a su segundo hijo varón Abelardo, a punto de cumplir los 25 años, gran parte de las tareas que llevaba su hermano, tales como el control de las delegaciones de Madrid, Barcelona, Sevilla y Jerez de la frontera.

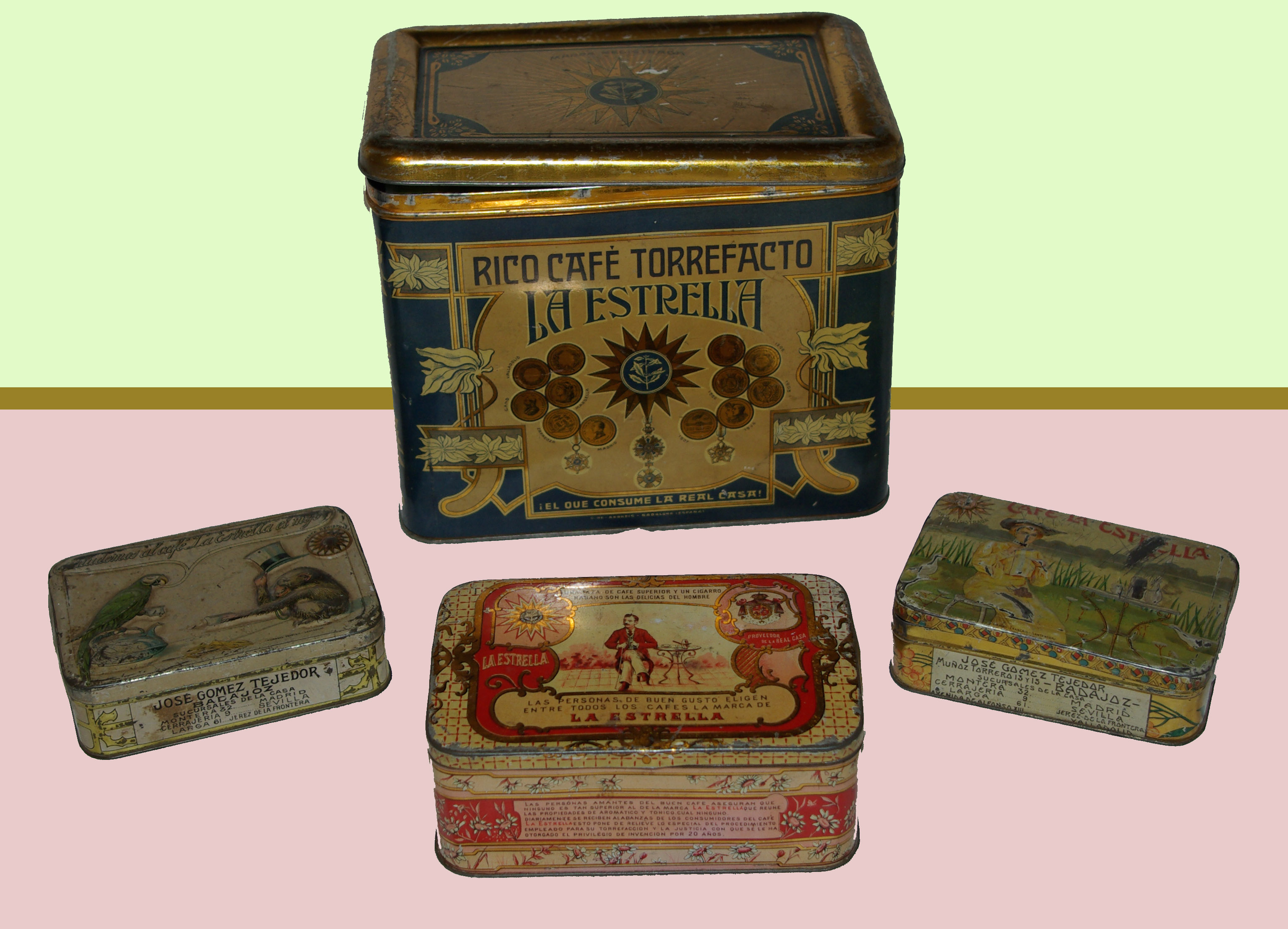
Cuatro cajas diferentes de propaganca cafés La Estrella años 20 del siglo XX

José Gómez Tejedor fue también pionero en la publicidad, tanto gráfica como sonora a través de las ondas de radio. Llaveros, cuadernos de baile, barajas de cartas, cajas metálicas para guardar el café, maletines, espejos, navajas, relojes, postales, cualquier soporte era bueno para hacer propaganda. Su eslogan “Café torrefacto marca de La Estrella” hizo que el público identificara el café torrefacto con el café tostado con azúcar, cuando etimológicamente nada tiene que ver, ya que torrefacto en principio solo significaba tostado al fuego. Hasta la RAE ha terminado añadiendo una nueva acepción: 2. adj. Dicho del café: Tostado con algo de azúcar. Es decir, tomó para su proceso de tostación de café con azúcar la denominación genérica de torrefacto, que en el resto de los idiomas latinos tiene la acepción exclusiva de tostado al fuego, lo que origina no pocas confusiones en las traducciones. Torréfié en francés, torrefatto en italiano, torrado en portugués se deberían traducir al castellano por tueste natural y muchas veces las vemos traducidas por torrefacto.

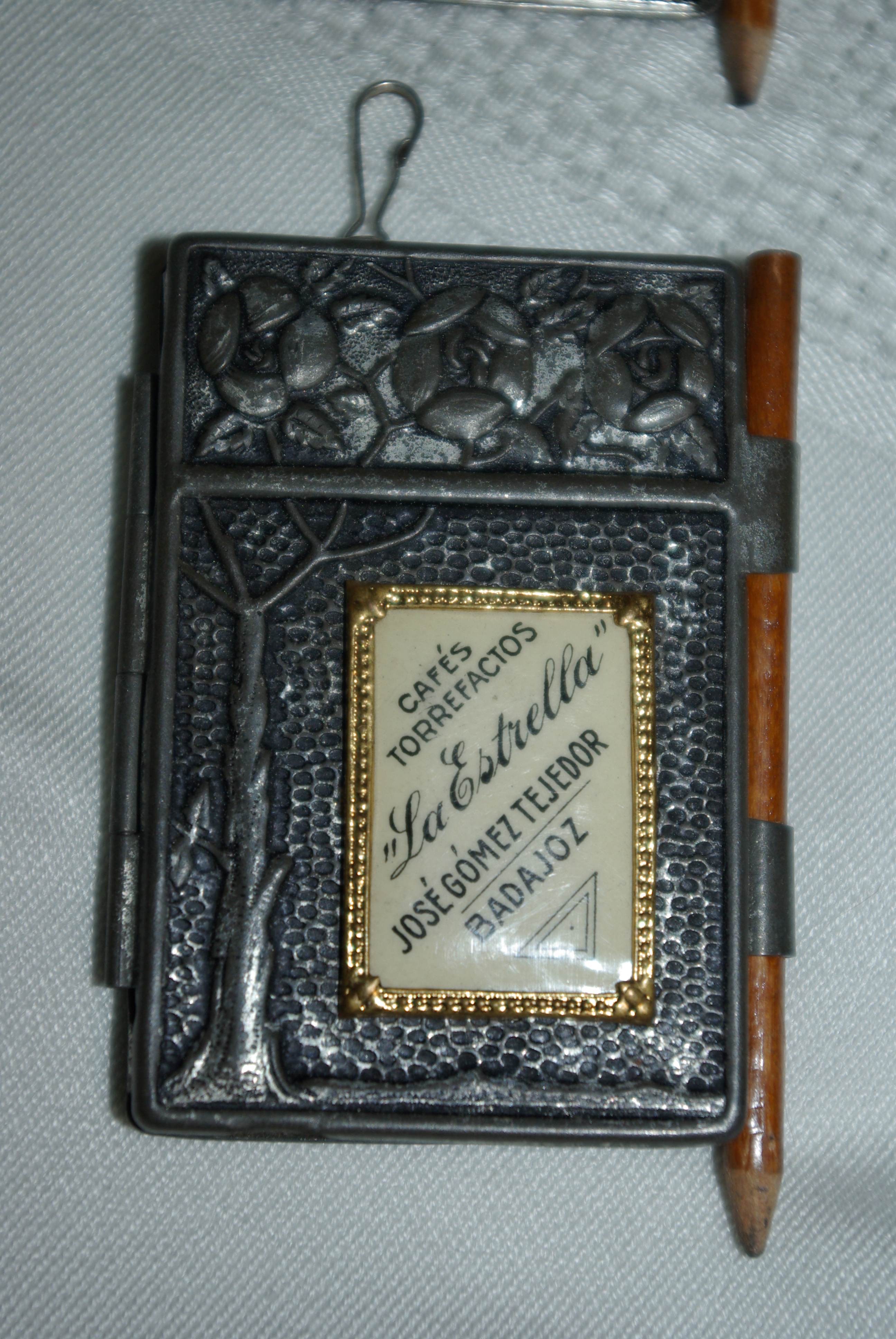
Cuaderno de baile. Propaganda de Cafés La Estrella en los años 10 del siglo XX

El 14 de noviembre de 1916 el presidente de la República de Venezuela concede a D. José la condecoración de la Orden del Libertador, relacionada con las importaciones de café realizadas por La Estrella y por su buen hacer seleccionando grano.

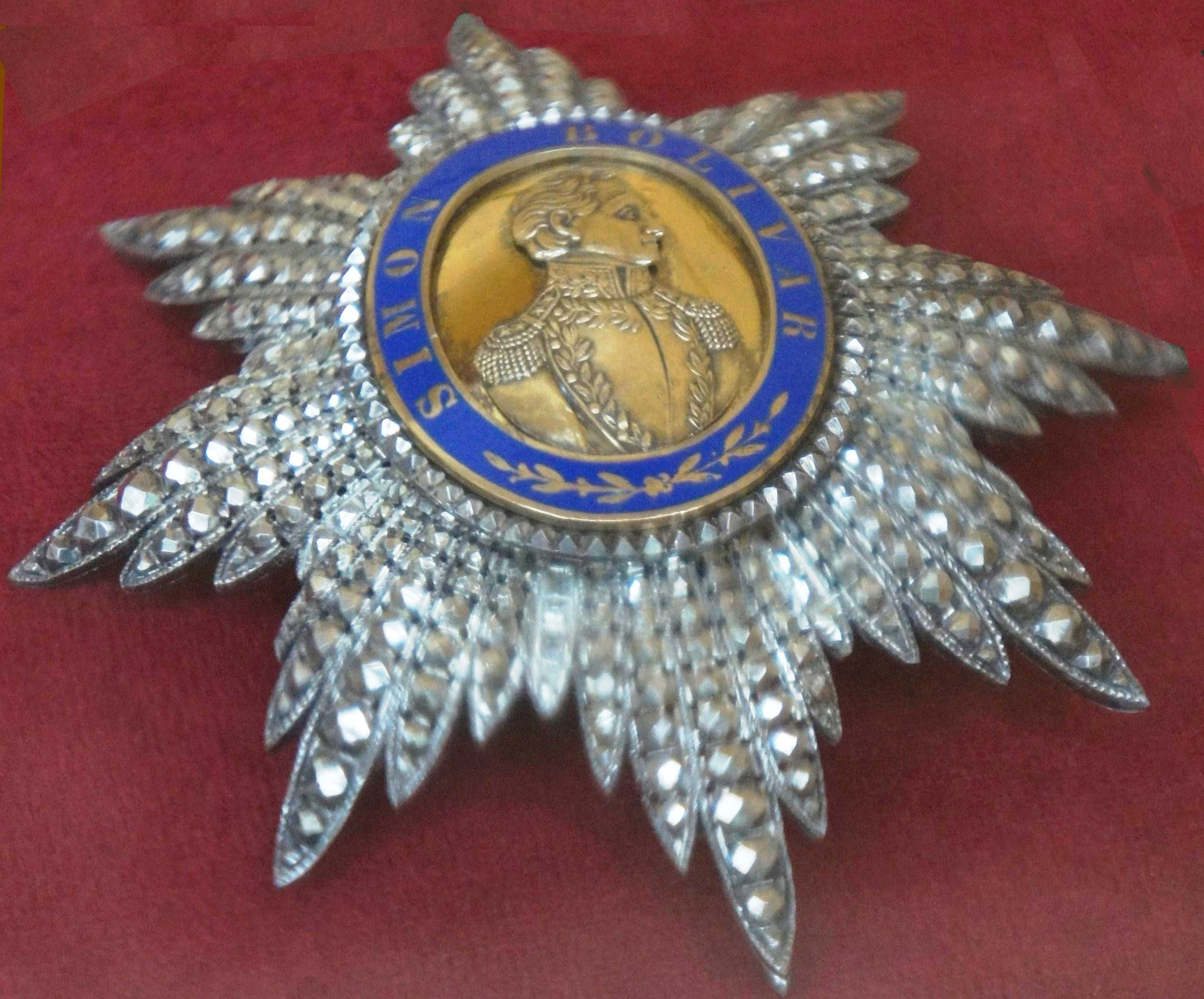
Venezuela: Condecoración de la orden del libertador

En 1929 don José Gómez Tejedor, une para sí y sus descendientes sus dos primeros apellidos, pasando a ser desde ese momento sus hijos nacidos como Gómez Ruiz a apellidarse, Gómez-Tejedor Ruiz, y los nietos nacidos hasta la fecha como Gómez Chinchilla pasaron a llamarse  Gómez-Tejedor Chinchilla.
El 4 de junio de 1932 fallece en Badajoz de un ataque al corazón. En su testamento deja Cafés La Estrella exclusivamente a su hijo Abelardo, dejando a sus otros hijos el resto de bienes.
Hay quien después de haber pasado 85 años desde su muerte le sigue considerando el responsable de que en España se tome mal café.
Hay quienes consideran que el problema del café en España tiene otras causas
El ayuntamiento de Pozuelo de Alarcón, en la Comunidad de Madrid, le tiene dedicada una calle.

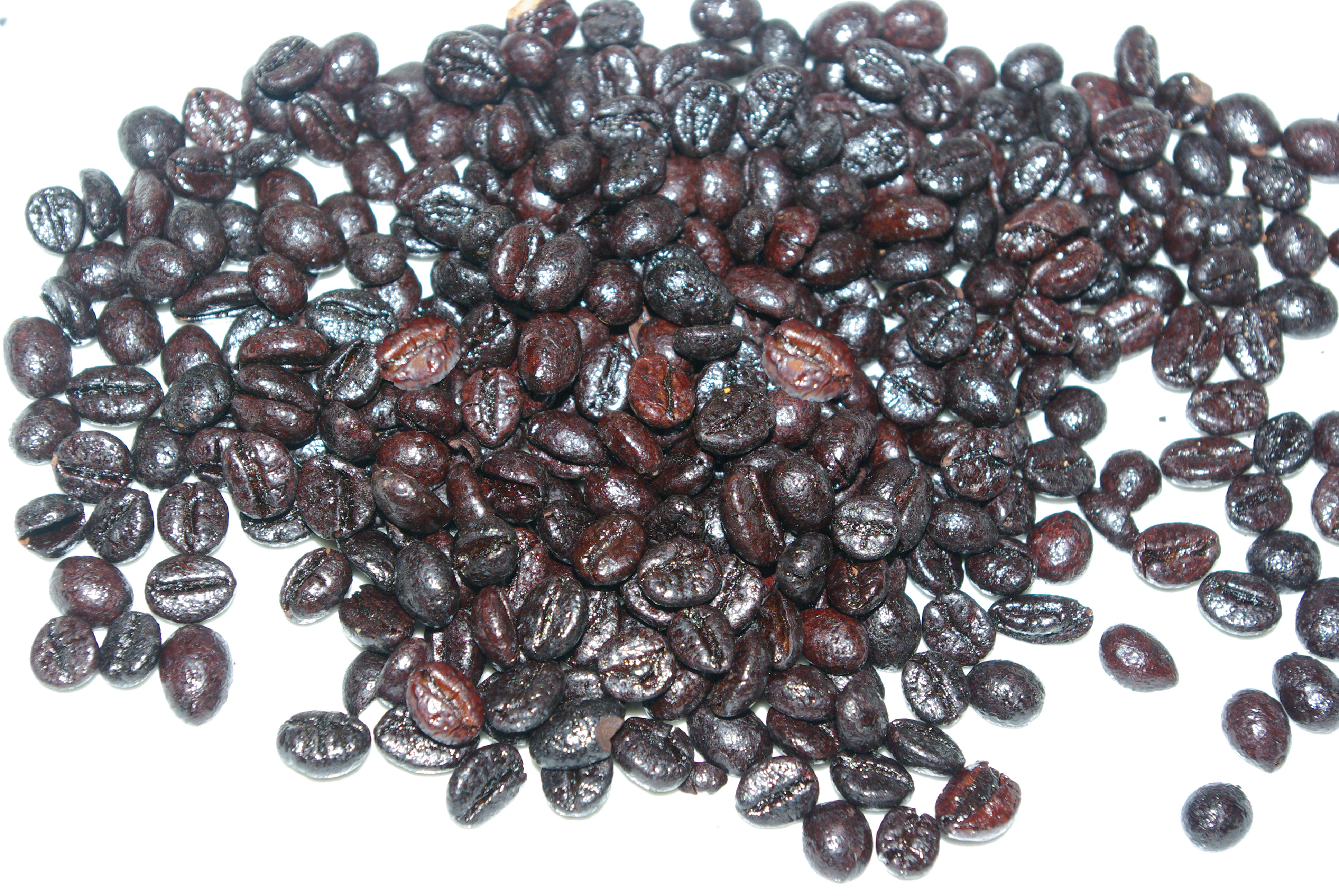
Café tostado con adición de azúcar.

### Patentes de invención
En el buscador histórico de la oficina española de Patentes y Marcas, al poner José Gómez Tejedor aparecen las siguientes:
1. Un procedimiento mecánico para tostar café.  22/11/1901[4]
2. Mejoras en el procedimiento de torrefacción del café con los medios para llevarlo a cabo. 22/11/1906
3. Un procedimiento para la fabricación de jabón flotante, tanto común como de lavadero, como de tocador y baño. 05/05/1908
4. Un nuevo sistema de cierre para bolsas, sacos y envases análogos de papel. 04/11/1909
5. Un nuevo procedimiento para la torrefacción del café y su enfriamiento después sin que pierda nada de su aroma. 19/07/1912
6. Un sistema de cierre especial, aplicable a bolsas de papel, cartón, tela o celuloide. 06/03/1913
7. Un horno que consta de dos bóvedas entre las cuales circula el aire de dos hogares laterales. 09/09/1913
8. Un envase con sorpresa, para dulces, bombones, caramelos, pastillas y otros productos. 18/12/1913
9. Un nuevo procedimiento de cierre de bolsas de papel. 11/05/1921.